# Burdachia
A Burdachia a Malpighiales rendjébe és a malpighicserjefélék (Malpighiaceae) családjába tartozó nemzetség.

## Rendszerezés
A nemzetségbe az alábbi 3 faj tartozik:
- Burdachia duckei Steyerm.
- Burdachia prismatocarpa Mart. ex A.Juss.
- Burdachia sphaerocarpa A.Juss.